# Giuseppe Pitrè

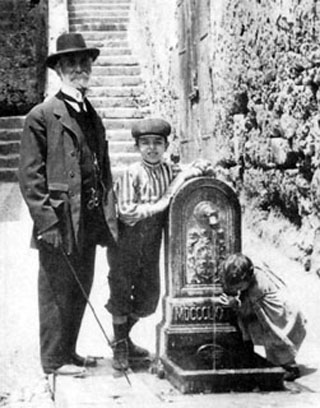
Giuseppe Pitré.

Giuseppe Pitré, född den 22 december 1843 i Palermo, död den 10 april 1916, var en italiensk folklorist.
Pitré var i många år läkare i sin hemstad och blev 1911 förste innehavare av en professur i folklore där. Som utgivare av "Biblioteca delle tradizioni popolari siciliane" (25 band, 1870–1913) och "Archivio per lo studio delle tradizioni popolari" (1882 ff.), har Pitré ägnat hela sitt liv åt att samla italiensk folklore, vars främste kännare han var. Bland hans arbeten märks Bibliografia delle tradizioni popolari d'Italia (1894) och La vita in Palermo cento e più anni fa (2 band, 1904-1905).